# Parlamentswahl in Rumänien 1990
Die Parlamentswahl in Rumänien 1990 fand am 20. Mai statt, um die beiden Kammern des Parlaments zu erneuern. Gewählt wurden die 396 Mitglieder der Abgeordnetenkammer (Camera Deputaților) und die 119 Mitglieder des Senats (Senatul).

## Ergebnis

### Abgeordnetenkammer

Ergebnis nach Kreisen

| Listen                    | Listen | Stimmen    | %    | Mandate |
| ------------------------- | --- | ---------- | ---- | ------- |
|                           | Frontul Salvării Naționale | 9.089.659  | 66,3 | 263     |
|                           | Demokratische Union der Ungarn in Rumänien | 991.601    | 7,2  | 29      |
|                           | Partidul Național Liberal | 879.290    | 6,4  | 29      |
|                           | Mișcarea Ecologistă din România | 358.864    | 2,6  | 12      |
|                           | Partidul Național Țărănesc Creștin Democrat | 351.357    | 2,6  | 12      |
|                           | Alianța pentru Unitatea Românilor (PUNR – PR) | 290.875    | 2,1  | 9       |
|                           | Partidul Democrat Agrar din România | 250.403    | 1,8  | 9       |
|                           | Partidul Ecologist Român | 232.212    | 1,7  | 8       |
|                           | Partidul Socialist Democratic Român | 143.393    | 1,0  | 5       |
|                           | Partidul Social Democrat Român | 73.014     | 0,5  | 2       |
|                           | Grupul Democrat de Centru | 65.914     | 0,5  | 2       |
|                           | Partidul Democrat al Muncii | 52.595     | 0,4  | 1       |
|                           | Partidul Liber-Schimbist | 47.017     | 0,3  | 1       |
|                           | Partidul Reconstrucției Naționale din România | 43.808     | 0,3  | 1       |
|                           | Partidul Tineretului Liber Democrat din România | 43.188     | 0,3  | 1       |
|                           | Uniunea Liberală "Brătianu" | 36.869     | 0,3  | 1       |
|                           | Sonstige < 0,2 % | 313.672    | 2,3  | –       |
|                           | Unabhängige | 256.656    | 1,9  | –       |
|                           | Minderheiten Davon: - Demokratisches Forum der Deutschen in Rumänien (38.768 Stimmen, 0,3 %) - Uniunea Democrată a Romilor din România (29.162 Stimmen, 0,2 %) | 186.772    | 1,4  | 11      |
| Gesamt                    | Gesamt | 13.707.159 | 100  | 396     |
|                           | |            |      |         |
| Ungültige Stimmen         | Ungültige Stimmen | 1.117.858  | 7,5  |         |
| Wähler                    | Wähler | 14.825.017 | 86,2 |         |
| Wahlberechtigte           | Wahlberechtigte | 17.200.722 |      |         |
|                           | |            |      |         |
| Quelle: Monitorul oficial | |            |      |         |

### Senat

Ergebnis nach Kreisen

| Listen                    | Listen                                          | Stimmen    | %    | Mandate |
| ------------------------- | ----------------------------------------------- | ---------- | ---- | ------- |
|                           | Frontul Salvării Naționale                      | 9.353.006  | 67,0 | 91      |
|                           | Demokratische Union der Ungarn in Rumänien      | 1.004.353  | 7,2  | 12      |
|                           | Partidul Național Liberal                       | 985.094    | 7,1  | 10      |
|                           | Partidul Național Țărănesc Creștin Democrat     | 348.687    | 2,5  | 1       |
|                           | Mișcarea Ecologistă din România                 | 341.478    | 2,4  | 1       |
|                           | Alianța pentru Unitatea Românilor (PUNR – PR)   | 300.473    | 2,2  | 2       |
|                           | Partidul Democrat Agrar din România             | 221.790    | 1,6  | –       |
|                           | Partidul Ecologist Român                        | 192.574    | 1,4  | 1       |
|                           | Partidul Socialist Democratic Român             | 152.989    | 1,1  | –       |
|                           | Partidul Social Democrat Român                  | 69.762     | 0,5  | –       |
|                           | Grupul Democrat de Centru                       | 65.440     | 0,5  | –       |
|                           | Partidul Reconstrucției Naționale din România   | 52.465     | 0,4  | –       |
|                           | Partidul Liber-Schimbist                        | 46.247     | 0,3  | –       |
|                           | Partidul Democrat al Muncii                     | 44.360     | 0,3  | –       |
|                           | Uniunea Liberală "Brătianu"                     | 35.943     | 0,3  | –       |
|                           | Partidul Tineretului Liber Democrat din România | 32.506     | 0,2  | –       |
|                           | Sonstige < 0,2 %                                | 281.478    | 2,0  | –       |
|                           | Unabhängige                                     | 427.535    | 3,1  | 1       |
| Gesamt                    | Gesamt                                          | 13.956.180 | 100  | 119     |
|                           |                                                 |            |      |         |
| Ungültige Stimmen         | Ungültige Stimmen                               | 869.584    | 5,9  |         |
| Wähler                    | Wähler                                          | 14.825.764 | 86,2 |         |
| Wahlberechtigte           | Wahlberechtigte                                 | 17.200.722 |      |         |
|                           |                                                 |            |      |         |
| Quelle: Monitorul oficial |                                                 |            |      |         |